# Joseph Amann
Joseph Amann, auch Joseph Ammann oder Joseph Franz Amann (* 27. Januar 1720 in Berg (Tannheim (Tirol)); † 10. Juli 1796 in Freiburg im Breisgau) war ein deutscher Bildhauer.

## Leben
Der Sohn des Anton Ammann und der Maria Zoblin wuchs in einem zur Herrschaft Ehrenberg gehörigen Alpenhochtal auf, dessen Bevölkerung als Stuckateure vom Wanderhandwerk lebte. 1759 heiratete der „Bildhauer und Fasser“ in der alten Peterskirche von Endingen am Kaiserstuhl Anna Katharina Kienle, Tochter von Conrad Kienle und Eva Mantzin aus Endingen. Für die Einbürgerung hatte der zugewanderte Bildhauer 100 Gulden zu entrichten, gleichzeitig wurde er in die Zunft aufgenommen. Aus der Ehe entstammten sechs Kinder, darunter Joseph Ignaz, der ihm als Bildhauer nachfolgte. Neben der Bildhauerei betrieb Amann die Landwirtschaft seiner Frau. Als nach 1780 im Zuge des Josephinismus Klöster aufgehoben wurden und kirchliche Aufträge auch in Vorderösterreich einbrachen, hielten Grundstücksverkäufe die Familie über Wasser. 1788 verkauften die Familie Haus und Hof, zog nach Freiburg im Breisgau und erwarb das Haus „zum weißen Löwen“ in der Pfaffengasse (heute: Herrenstraße). Dort starb 1794 Anna Katharina im Alter von 64 Jahren an der Ruhr, ihr Mann starb zwei Jahre später.

## Werk
Von 1759 bis 1770 war Amann zünftiger Meister in Endingen und bildete Lehrjungen aus. Für den barocken Neubau der Endinger Peterskirche schuf er den Hochaltartisch mit Tabernakelaufbau und die beiden großen Seitenaltäre, die 1780 fertiggestellt und von Johann Pfunner mit Gemälden versehen wurden. Über seine sonstige bildhauerische Tätigkeit ist wenig bekannt.